# Liste des gouverneurs des Pays-Bas espagnols et autrichiens

Armoiries d'Albert VII, Duc d'Autriche et gouverneur général des Pays-Bas de 1595 à 1598.

À la mort en 1482 de Marie de Bourgogne, fille de Charles le Téméraire et épouse de Maximilien d'Autriche (1459-1519), les Pays-Bas bourguignons reviennent à leur fils Philippe le Beau (1478-1506), puis à leur petit-fils Charles Quint (1500-1558), héritier présomptif des couronnes d'Espagne détenues par sa mère Jeanne la Folle (1479-1555) ; en 1555, après la mort de Jeanne, Charles Quint, abdiquant toutes ses fonctions, attribue les Pays-Bas à son fils Philippe, héritier des couronnes d'Espagne, tandis que les possessions autrichiennes des Habsbourg sont attribuées à Ferdinand, frère cadet de Charles, qui lui succède aussi comme empereur.
Dès la mort de Marie de Bourgogne, les Pays-Bas deviennent donc une partie du vaste ensemble détenu par le chef de la maison de Habsbourg. Dans chacune des dix-sept provinces des Pays-Bas bourguignons, il détient (en tant que régent pour ce qui est de Maximilien d'Autriche) un titre de souveraineté d'origine féodale : par exemple, duc de Brabant, comte de Flandre, comte de Hollande, etc. Il désigne dans chacune des provinces un gouverneur, appelé stathouder (« lieutenant ») en néerlandais.
Mais très vite, un dignitaire est aussi désigné pour représenter le souverain à l'échelle des dix-sept provinces : le gouverneur des Pays-Bas (en néerlandais landvoogd van der Nederlanden), couramment appelé « gouverneur général » en français.
Cette fonction devient très importante lorsque les Néerlandais, mécontents de leur souverain Philippe II, se lancent en 1566 dans une insurrection (révolte des Gueux, puis guerre de Quatre-Vingts Ans) qui aboutira à la sécession des Provinces-Unies en 1581. Cette période est marquée par les gouvernorats du duc d'Albe (1567-1573), de don Juan d'Autriche (1576-1578) et d'Alexandre Farnèse (1578-1592), ces deux derniers fils et petit-fils de Charles Quint.
À partir de 1585, la souveraineté de Philippe II ne s'exerce plus, de facto, que sur les Pays-Bas méridionaux, situation qui sera officialisée par le traité de Munster en 1648. En 1714, à la suite de la guerre de Succession d'Espagne, les Pays-Bas espagnols passent à la maison d'Autriche, revenant ainsi aux Habsbourg, devenant les « Pays-Bas autrichiens ».
En ce qui concerne le territoire des dix-sept provinces, il est formellement séparé du Saint Empire à partir de la Pragmatique Sanction de 1549. Il inclut des territoires aujourd'hui français : la Flandre française (Lille), le Hainaut français (Valenciennes)  le comté d'Artois, le Douaisis et le Cambrésis, ainsi que le duché de Luxembourg. En revanche, la principauté de Liège, fief épiscopal, fait partie du Saint Empire jusqu'à la fin de l'Ancien Régime.

## Avant la sécession des Provinces-Unies(1482-1581)
En gras, les membres de la maison régnante et leurs proches parents.
- Règne de Philippe le Beau :
  - 1482-1492 : Maximilien de Habsbourg, père de Philippe le Beau, comme régent.
    - 1485-1486 : Engelbert II de Nassau, comte de Nassau et de Vianden, seigneur de Bréda, lieutenant de Maximilien pendant son absence.
    - 1488-1492 : Albert III de Saxe, duc de Saxe, comme lieutenant de Maximilien pendant son absence.

  - En 1492, Philippe le Beau est émancipé et assume le pouvoir personnellement
  - 1501-1503 : Engelbert II de Nassau, Comte de Nassau et de Vianden, seigneur de Bréda, pendant le premier voyage de Philippe le Beau en Espagne.
  - 1504-1506 : Guillaume de Croÿ, seigneur de Chièvres, pendant le second voyage de Philippe le Beau en Espagne.

- Règne de Charles Quint :
  - 1506-1507 : Maximilien de Habsbourg, grand-père de Charles-Quint, comme mambour de l'archiduc.
  - 1507-1515 : Marguerite d'Autriche, tante de Charles Quint, comme régente.
  - En 1515, Charles Quint est émancipé et assume le pouvoir personnellement
  - 1517-1518 : conseil de régence pendant le premier voyage de l'archiduc en Espagne.
  - 1518-1530 : Marguerite d'Autriche, tante de Charles Quint, comme régente et gouvernante des Pays-Bas.
  - 1531-1555 : Marie de Hongrie, sœur de Charles Quint, comme gouvernante des Pays-Bas.
    - 1547-1548 : conseil de régence composé de Philippe II de Croÿ, Louis de Flandre, Adrien de Croÿ, Charles II de Lalaing, et Louis de Schorre, pendant l'absence de la régente et gouvernante.
    - 1550-1551 : conseil de régence composé d'Adrien de Croÿ, Louis de Flandre, Charles II de Lalaing, Charles de Berlaymont, Jean de Saint-Maurits et Viglius Van Aytta, pendant l'absence de la régente et gouvernante.
- Règne de Philippe II d'Espagne:
  - 1555-1559 : Emmanuel-Philibert de Savoie, neveu de Charles Quint
    - Été 1557 : Charles II de Lalaing, pendant l'absence du duc de Savoie

  - 1559-1567 : Marguerite de Parme, fille naturelle de Charles Quint
  - 1567-1573 : Ferdinand Alvare de Tolède, duc d'Albe
  - 1573-1576 : Luís de Zúñiga y Requesens, grand commandeur de Castille
  - 1576-1578 : Juan d'Autriche, fils naturel de Charles Quint
    - 1576 : régence du conseil d’État, en attendant la nomination puis l'arrivée de don Juan

  - 1578-1592 : Alexandre Farnese, petit-fils de Charles Quint par Marguerite de Parme. En parallèle, les États généraux choisissent l'archiduc Matthias comme gouverneur général sans l'accord du roi.

Les sept provinces du Nord des Pays-Bas à majorité protestante proclament la déchéance de Philippe II par l'acte de La Haye en 1581, tandis que les dix provinces méridionales restent sous le contrôle de l'Espagne.

## Pays-Bas espagnols(1581-1714)
À partir de 1581, les gouverneurs n'ont plus d'autorité que sur les Pays-Bas méridionaux. Les provinces septentrionales se cherchent un souverain jusqu'en 1588 puis s'organisent peu à peu en république.
- Règne de Philippe II d'Espagne:
  - 1578-1592 : Alexandre Farnese, petit-fils de Charles Quint
    - 1590-1592 : Pierre-Ernest Ier de Mansfeld, en l'absence du duc de Parme

  - 1592-1594 : Pierre-Ernest Ier de Mansfeld (nomination de plein droit)
  - 1594-1595 : Ernest d'Autriche, cousin germain de Philippe II
  - 1595-1598 : Albert d'Autriche cousin germain et gendre de Philippe II
    - 1595-1596 : Pedro Enríquez de Acevedo, comte de Fuentes, en attendant l'arrivée de l'archiduc
    - 1598 : André d'Autriche, cousin germain d'Albert et cousin issu de germain de Philippe II, pendant le voyage de l'archiduc en Espagne

- Règne des Archiducs Albert et Isabelle (1598-1621)
  - 1598-1599 : André d'Autriche, cousin germain d'Albert et cousin issu de germain de Philippe II, pendant le voyage de l'archiduc en Espagne

- Règne de Philippe IV d'Espagne:
  - 1621-1633 : Isabelle-Claire-Eugénie d'Autriche fille de Philippe II, tante de Philippe IV
  - 1633-1641 : Ferdinand d'Espagne, frère de Philippe IV
    - 1633-1634 : Francisco de Moncada, marquis d'Aytona, en attendant l'arrivée du Cardinal-Infant

  - 1641-1644 : Francisco de Melo, comte d'Assumar
  - 1644-1647 : Manuel de Moura Cortereal, marquis de Castel Rodrigo
  - 1647-1656 : Léopold-Guillaume d'Autriche, cousin de Philippe IV
  - 1656-1659 : Jean-Joseph d'Espagne, fils légitimé de Philippe IV
  - 1659-1664 : Luis de Benavides Carrillo, marquis de Caracena
  - 1664-1668 : Francisco de Moura Cortereal, marquis de Castel Rodrigo

- Règne de Charles II d'Espagne:
  - 1668-1670 : Íñigo Fernández de Velasco, duc de Feria
  - 1670-1675 : Juan Domingo de Zuñiga y Fonseca, comte de Monterrey et Fuentes
  - 1675-1677 : Carlos de Gurrea, duc de Villa Hermosa
  - 1678-1682 : Alexandre Farnèse, prince de Parme, cousin de Philippe IV
  - 1682-1685 : Ottone Enrico del Carretto, marquis de Grana
  - 1685-1692 : Francisco Antonio de Agurto, marquis de Gastañaga
  - 1692-1701 : Maximilien-Emmanuel de Bavière, neveu par alliance de Charles II

- Règne de Philippe V d'Espagne (Maison de Bourbon)
  - 1701-1704 : Isidoro de la Cueva y Benavides, marquis de Bedmar
  - 1704-1711 : Maximilien-Emmanuel de Bavière, oncle de Philippe V

- Guerre de Succession d'Espagne :
  - 1711-1713 : Maximilien-Emmanuel de Bavière, souverain des Pays-Bas

Par le traité de Rastatt, les Pays-Bas Espagnols passent à l'Autriche, restant possession de la Maison de Habsbourg (Habsbourg-Lorraine en 1765).

## Pays-Bas autrichiens(1714-1794)
- Règne de Charles VI
  - 1716-1724 : Eugène de Savoie, remplacé par le marquis de Prié, ministre plénipotentiaire
  - 1724-1725 : Wirich, comte de Daun
  - 1725-1740 : Marie-Élisabeth d'Autriche, sœur de Charles VI

- Règne de Marie-Thérèse
  - 1740-1741 : Marie-Élisabeth d'Autriche, tante de Marie-Thérèse
  - 1741-1743 : Friedrich August de Harrach-Rohrau
  - 1744-1744 : Marie-Anne d'Autriche et Charles Alexandre de Lorraine sœur et beau-frère de Marie-Thérèse
  - 1744-1746 : Charles Alexandre de Lorraine beau-frère de Marie-Thérèse

- Domination française
  - 1746-1748 : Maurice de Saxe

- Règne de Marie-Thérèse
  - 8 octobre 1748 - avril 1749 : « Jointe[1] » ou commission de gouvernement provisoire
    - Président : Léopold-Philippe, duc d'Arenberg

  - 1749-1780 : Charles Alexandre de Lorraine

- Règne de Joseph II
  - 1780-1790 : Marie-Christine d'Autriche et Albert de Saxe-Teschen, sœur et beau-frère de Joseph II[2].

- Révolution brabançonne
  - 1789-1790

- Règne de Léopold II
  - 1791-1792 : Marie-Christine d'Autriche et Albert de Saxe-Teschen sœur et beau-frère de Léopold II

- République française
  - 1792-1793

- Règne de François II
  - 1793-1794 : Charles Louis d'Autriche, frère de François II